# Cynopterus nusatenggara
Cynopterus nusatenggara — вид рукокрилих, родини Криланових. 

## Середовище проживання
Країни поширення: Індонезія, Тимор-Лешті. Він знаходиться в порушених місцепроживаннях і вторинних лісах до 100 м над рівнем моря. 

## Загрози та охорона
Немає серйозних загроз для цього виду. Не відомо, чи вид був зареєстрований з будь-яких захищених областях. Необхідні подальші дослідження щодо поширення, чисельності та природної історії цього виду.